# Systolederus cinereus
Systolederus cinereus är en insektsart som beskrevs av Brunner von Wattenwyl 1893. Systolederus cinereus ingår i släktet Systolederus och familjen torngräshoppor. Inga underarter finns listade i Catalogue of Life.